# 프라우드 보이스

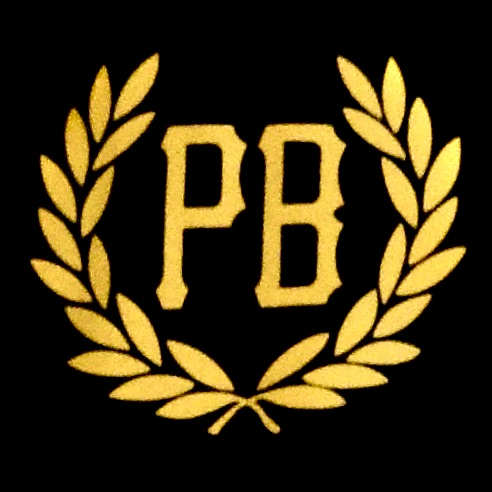
로고

프라우드 보이스(영어: Proud Boys)는 미국의 대안우파 단체이다. 캐나다의 저널리스트로서 Vice 잡지사의 공동 창립자로도 잘 알려진 개빈 매키니스(Gavin McInnes)에 의해 2016년 창설되었다. 도널드 트럼프에 대한 지지(MAGA 운동)과 미국 안티파 등 좌익 단체에 대한 공격적인 반대 활동으로 유명하다. 주로 남성으로 구성되었으며, 서양 문화와 백인이 사회에서 말살당하고 있다고 여기는 화이트 제노사이드(White genocide) 음모론을 주장하였다. 여러 정치폭력 사건에 연루되어 캐나다와 뉴질랜드에서 테러 단체로 지정되어 있다. 2021년에는 미국 법무부가 단체 회원 여러 명을 국회의사당 습격의 공모 혐의로 기소하였다.

## 같이 보기
- 네오파시즘